# 2021년 NC 다이노스 시즌
2021년 NC 다이노스 시즌은 NC 다이노스가 KBO 리그에 참가한 9번째 시즌이다. 이동욱 감독이 정식으로 부임하여 맞이한 3번째 시즌으로, 작년에 이어 양의지가 주장을 맡았다. 팀은 주전 선수들의 원정 숙소 방역 수칙 위반으로 흔들리는 와중에도 끝까지 5위 싸움을 이어갔으나, 결국 10팀 중 7위에 그쳐 아쉽게 포스트시즌 진출에 실패했다.

## 시즌 전

### 트레이드
- 이상호(내야수) (NC 다이노스) ↔ 윤형준(내야수) (LG 트윈스)

### 방출선수영입
- 전민수(외야수) (LG 트윈스)

### 외국인선수
- 드류 루친스키
- 애런 알테어
- 웨스 파슨스 (신규)

## 시즌 요약

### 4월
4월을 11승 12패로 7위로 마감했다.
구창모와 송명기의 부상 이탈과 파슨스의 부진으로 루친스키 외에는 믿을만한 선발 선수가 없어 고전했다. 한편 타격에서는 알테어가 맹활약 했으나, 박석민, 권희동, 이명기, 나성범 등의 주전 야수들이 부진한 모습을 보여줬다.

### 5월
13승 1무 9패 5위로 마감했다.
투수진에서 루친스키가 5경기 29이 2승 1패 평균자책점 2.17로 굳건한 에이스로서의 모습을 보여줬고, 신민혁이 2번의 선발 기회를 잡아 2승을 기록하면서 구창모의 공백을 메웠다, 불펜에서는 홍성민이 10경기 3홀드를 기록하면서 필승조로 활약했으나, 마무리투수 원종현과 필승조 불펜투수인 김진성이 크게 부진한 모습을 보였다. 불펜 투수의 불안이 이용찬을 영입하는 계기가 됐다.
타격에서는 양의지가 7홈런 21타점, 박석민 홈런 5개 25타점으로 맹활약했다. 반면, 박민우는 페이스가 떨어진 모습을 보여줬으며, 알테어는 4월에 비해 5월에는 다소 아쉬원 활약을 했다.
주요 선수 영입 및 유출로는 5월 20일 이용찬과 3+1년 27억에 FA 계약을 했다. 이용찬의 보상선수로는 박정수가 지명되어서 두산 베어스로 이적했다. 5월 21일 SSG 랜더스와 정현, 정진기 ↔ 김찬형를 바꾸는 2:1 트레이드가 있었다.

## 타이틀
- 도쿄 올림픽 국가대표: 양의지
- U-23 야구 월드컵 국가대표: 김민호(코치)
- KBO 골든글러브: 양의지 (지명타자)
- 한국갤럽 선정 가장 좋아하는 한국인 야구선수 7위: 양의지
- 올스타 선발: 양의지 (포수)
- 컴투스프로야구 NC 다이노스 베스트 라인업: 신민혁 (5선발)
- 컴투스프로야구2022 타이틀홀더 라인업: 루친스키 (선발투수), 이용찬 (구원투수)
- 출장(타자): 나성범 (144)
- 루타: 나성범 (290)
- 타점: 양의지 (111)
- 장타율: 양의지 (0.581)
- OPS: 양의지 (0.995)
- 완투: 이재학 (2)
- 완봉: 이재학 (1)
- 장타: 나성범 (63)

### 퓨처스리그
- 퓨처스리그 플레이어스 초이스 어워드 투수상: 강태경
- 퓨처스리그 플레이어스 초이스 어워드 야수상: 김주원
- 세이브: 이우석 (11)

## 선수단
- 선발투수: 루친스키, 파슨스, 신민혁, 이재학, 송명기, 박정수, 강태경, 김진호, 강리호
- 구원투수: 홍성민, 류진욱, 임정호, 김영규, 임창민, 문경찬, 김태경, 배민서, 노시훈, 이우석, 최금강, 이승헌, 안인산, 이용준, 김건태, 손정욱, 강동연, 김진성
- 마무리투수: 이용찬, 박진우, 원종현, 소이현, 김태현
- 포수: 김태군, 정범모, 박대온
- 1루수: 모창민, 윤형준, 강진성, 이원재
- 2루수: 박민우, 최정원, 김찬형, 정현, 오태양, 지석훈
- 유격수: 노진혁, 김주원
- 3루수: 박석민, 박준영, 김수윤, 최보성, 도태훈
- 좌익수: 권희동, 이명기, 이재율, 최우재, 전민수, 김기환, 정진기
- 중견수: 알테어, 최승민, 김준완
- 우익수: 나성범, 오장한
- 지명타자: 양의지, 박시원

## 여담
- 알테어는 KBO 리그 역대 최초의 독일 국적 선수가 되었다. 또한 그는 미국 국적도 가진 이중 국적 선수이기도 하다.
- 나성범은 후반기 87삼진으로 KBO 리그 역대 단일 시즌 후반기 최다 기록을 세웠다.
- 강진성은 라인드라이브 확률 0.3%로 2013년 이후 규정 타석 충족 타자 중 최저 기록을 세웠다.
- 나성범은 상대 투수 루킹 스트라이크 허용 비율 7%로 2013년 이후 규정 타석 충족 타자 중 단일 시즌 최저 기록을 세웠다.
- 나성범은 스윙 비율 58.2%, 스트라이크 존 내 투구 스윙 비율 85.1%로 2013년 이후 규정 타석 충족 타자 중 단일 시즌 최고 기록을 세웠다.
- 양의지는 포크볼 장타율 1.000으로 2013년 이후 규정 타석 충족 타자 중 단일 시즌 최고 기록을 세웠다.
- 지석훈은 이 시즌을 끝으로 은퇴하여 KBO 리그 통산 3000타석 미만 타자 중 최다 출전(1207경기)으로 은퇴한 타자가 되었다.
- 모창민은 이 시즌을 끝으로 은퇴하여 KBO 리그 역대 통산 3000타석 타자 중 통산 사구가 가장 적은(11) 타자가 되었다.
- 홍성무는 이 시즌을 끝으로 은퇴하여, KBO 리그 역대 주포지션이 투수였던 선수 중 통산 최다 희생플라이(1) 기록을 세웠다.[1]
- 김주원은 이 시즌까지 대타 타율 1.000, 대타 출루율 1.000, 대타 장타율 4.000, 대타 OPS 5.000을 기록하여 KBO 리그 10대 타자 통산 최고 기록을 세웠다.
- 알테어는 134경기에 출전하여 KBO 리그 역대 외국인 외야수 단일 시즌 최다 출전 기록을 세웠다.
- 2022 신인드래프트에서 1차 지명으로 포수 박성재를 지명하여 박성재는 구단 사상 첫 1차 지명 포수가 되었다.